# Lobopterella dimidiatipes
Lobopterella dimidiatipes är en kackerlacksart som först beskrevs av Bolívar 1890.
Lobopterella dimidiatipes ingår i släktet Lobopterella och familjen småkackerlackor. Inga underarter finns listade i Catalogue of Life.